# E. Howard Hunt

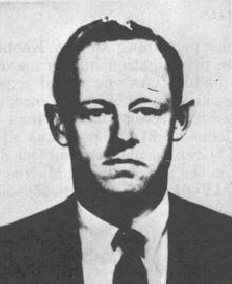

Everette Howard Hunt, Jr., meestal aangeduid als Howard Hunt of E. Howard Hunt (East Hamburg (New York), 9 oktober 1918 - Miami, 23 januari 2007) was een Amerikaans federaal ambtenaar die bekend is geworden door zijn rol in het Watergateschandaal. Ook schreef hij ruim tachtig boeken, vooral spionagethrillers. In 2003 bekende hij betrokken te zijn geweest bij de moord op de Amerikaanse president Kennedy in 1963.
Na zijn afstuderen zat hij tijdens de Tweede Wereldoorlog in militaire dienst, eerst bij de marine, vervolgens bij de luchtmacht en daarna bij de Office of Strategic Services (OSS), de voorloper van de CIA. In deze tijd begon hij ook met het schrijven van spionageboeken.
Van 1949 tot 1970 was hij bij de CIA werkzaam, waar hij allerlei zogenoemde 'smerige klussen' verrichtte. Zo had hij een aandeel in de val in 1954 van de Guatemalteekse president Jacobo Arbenz Guzmán en was hij betrokken bij de voorbereiding van de invasie in de Varkensbaai in 1961 waarbij Amerika samen met Cubaanse ballingen - tevergeefs - trachtte het bewind van Castro omver te werpen.
Na 1970 kwam hij onder de Republikeinse president Nixon in dienst van het Witte Huis waar hij met een aantal andere personen ervoor moest zorgen dat 'politieke lekken' werden gedicht, hetgeen hen de bijnaam 'de loodgieters' opleverde. Hunt had hierbij een leidinggevende positie. De door hem gerekruteerde teamleden had hij grotendeels leren kennen uit zijn tijd van de mislukte invasie in Cuba.
Hij liet zijn uit vijf personen bestaande team onder meer inbraken uitvoeren in het hoofdkwartier van de Democratische Partij in het Watergatecomplex in Washington D.C. met als doel om erachter te komen of de Democraten illegale giften hadden ontvangen; daarbij was men erop gebeten om uit te vinden of het Cubaanse bewind van Castro had bijgedragen aan het verkiezingsfonds van de Democratische tegenkandidaat George McGovern.
Bij een inbraak op 17 juni 1972 werden ze betrapt en gearresteerd. Er werd nader onderzoek verricht, onder andere door een tweetal journalisten van de Washington Post, en uiteindelijk leidde deze kwestie die als het Watergateschandaal de geschiedenis inging tot het aftreden van president Nixon. Vijfentwintig personen kregen gevangenisstraf waaronder Hunt die tot 33 maanden werd veroordeeld. Er was hem inbraak, samenzwering en illegaal aftappen ten laste gelegd.
In de jaren tachtig spande hij zonder succes een rechtszaak aan tegen Liberty Lobby, een rechtsgeoriënteerde organisatie van advocaten in wier blad hij was beschuldigd van betrokkenheid bij de moord op president Kennedy.
In 1995 verklaarde hij zichzelf failliet.
Howard Hunt overleed in 2007 op 88-jarige leeftijd in een ziekenhuis aan een longontsteking.